# Hoplia sabatinellii
Hoplia sabatinellii är en skalbaggsart som beskrevs av Claudius Rey 2006. Hoplia sabatinellii ingår i släktet Hoplia och familjen Melolonthidae. Inga underarter finns listade i Catalogue of Life.